# سونیر دوال–پرودیر
سونیر دوال-پرودیر (اسپانیایی: Saunier Duval–Prodir‎) یک تیم دوچرخه‌سواری در کشور اسپانیا بوده.
این تیم در سال ۲۰۰۴ تأسیس و در سال ۲۰۱۱ منحل شده‌است.